# Utagawa Yoshitora
Pour les articles homonymes, voir Utagawa.
Utagawa Yoshitora (歌川 芳虎) est un dessinateur d'estampes sur bois de style ukiyo-e et un illustrateur de livres et de journaux actif de 1850 à 1880 environ. Il est né à Edo (Tokyo) mais ses dates de naissance et de mort sont inconnues. Il est élève d'Utagawa Kuniyoshi qui excelle dans les peintures de guerriers, d'acteurs de théâtre kabuki, de belles femmes et d'étrangers (Yokohama-e). Il est possible qu'il n'ait pas vu les scènes étrangères qu'il représente.

## Galerie

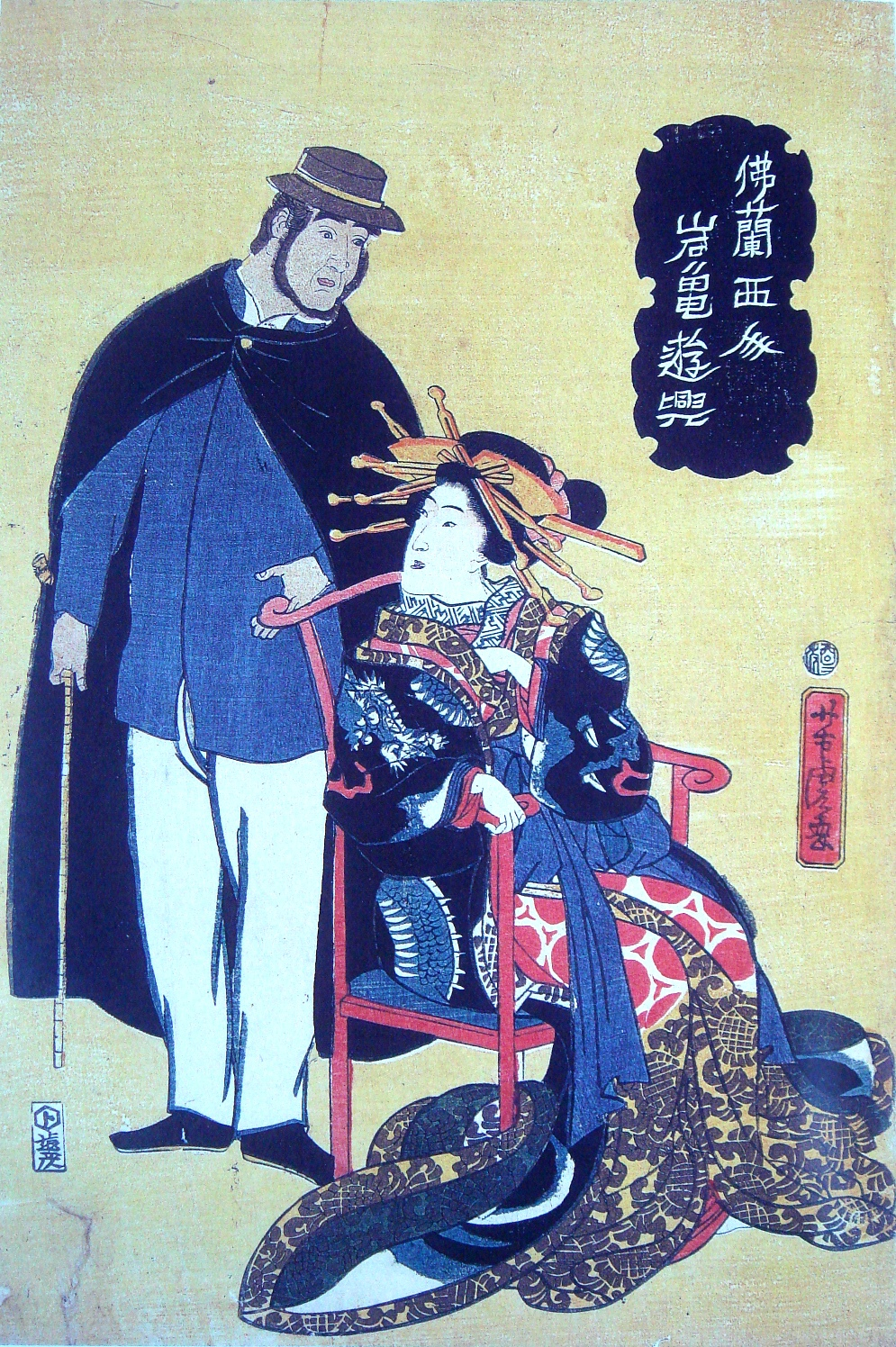
Estampe sur bois d'Utagawa Yoshitora d'un Français avec une geisha, 1861
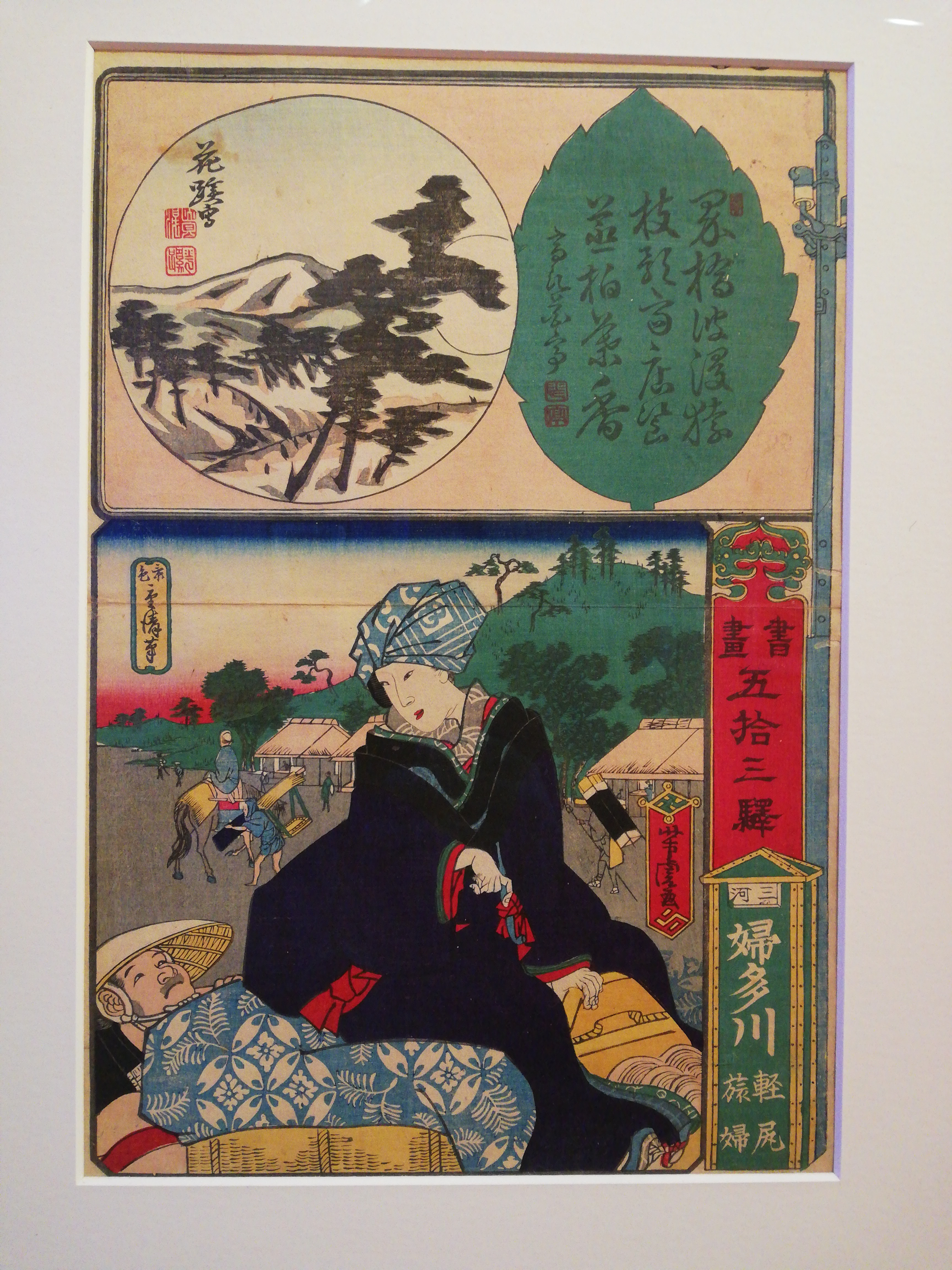
Futakawa dans la province de Mikawa: femme voyageant à dos de cheval (karajiri ruofu).
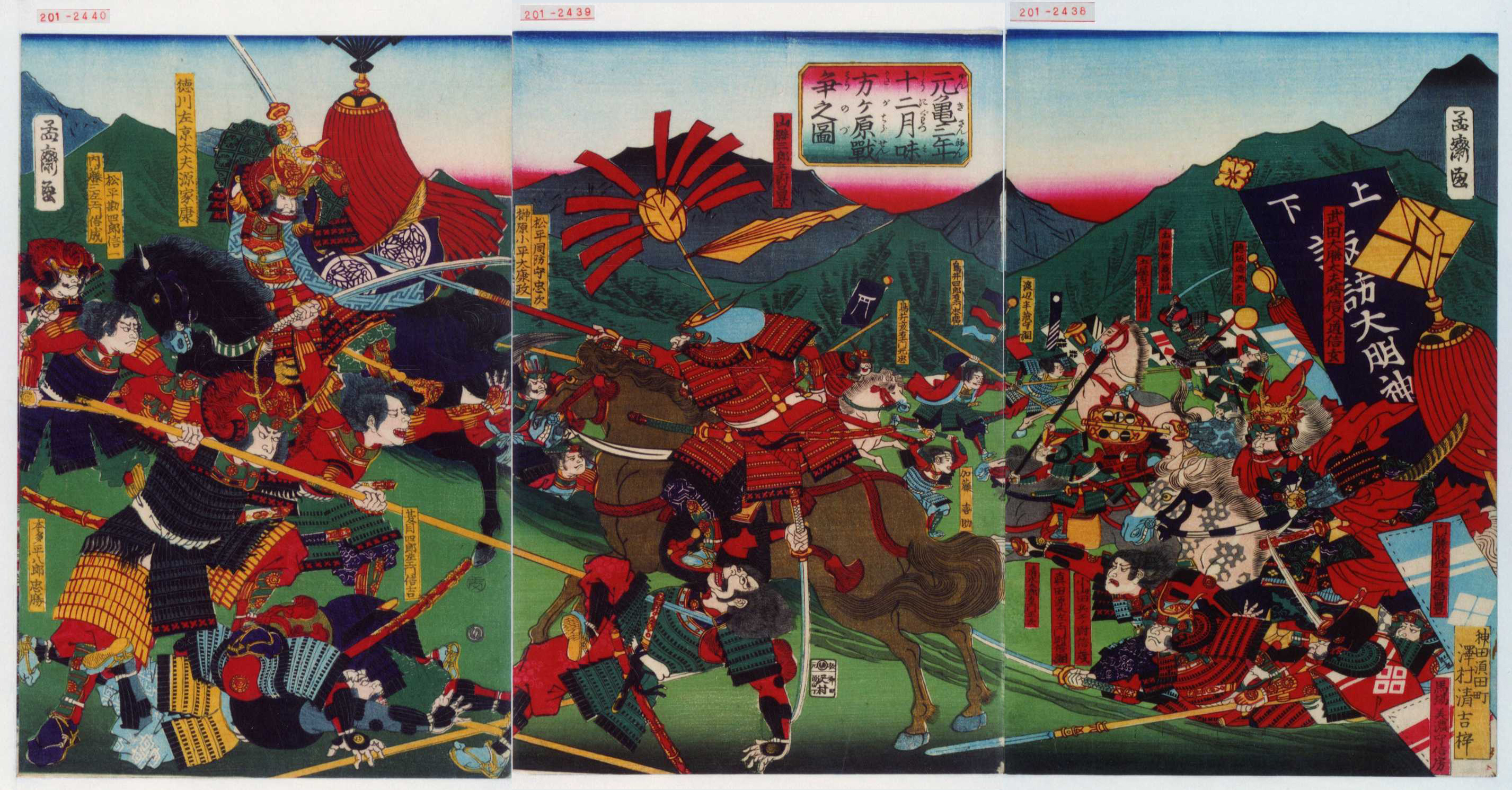
Bataille de Mikatagahara.
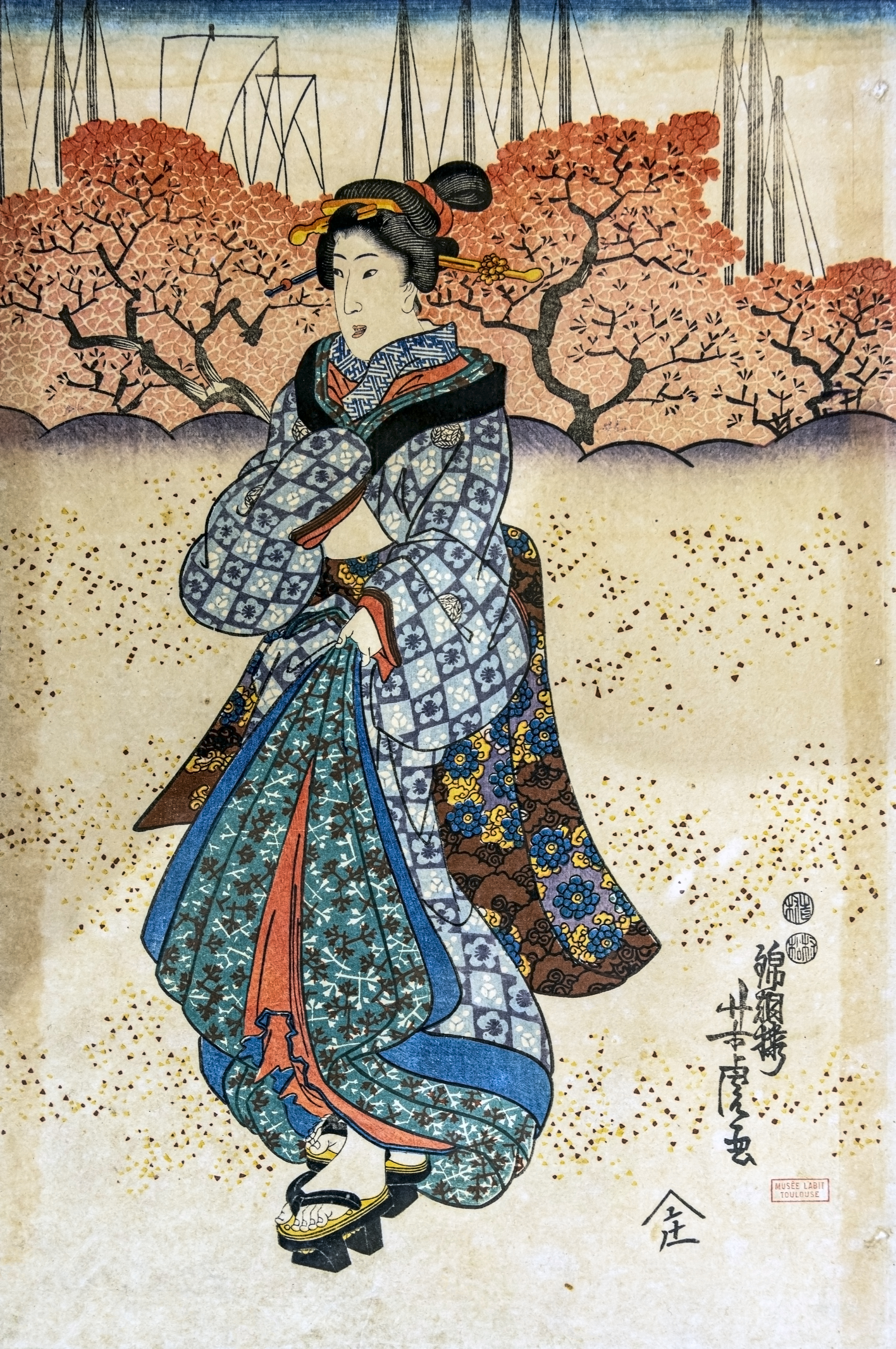
Beauté en Kimono - Musée Labit Toulouse
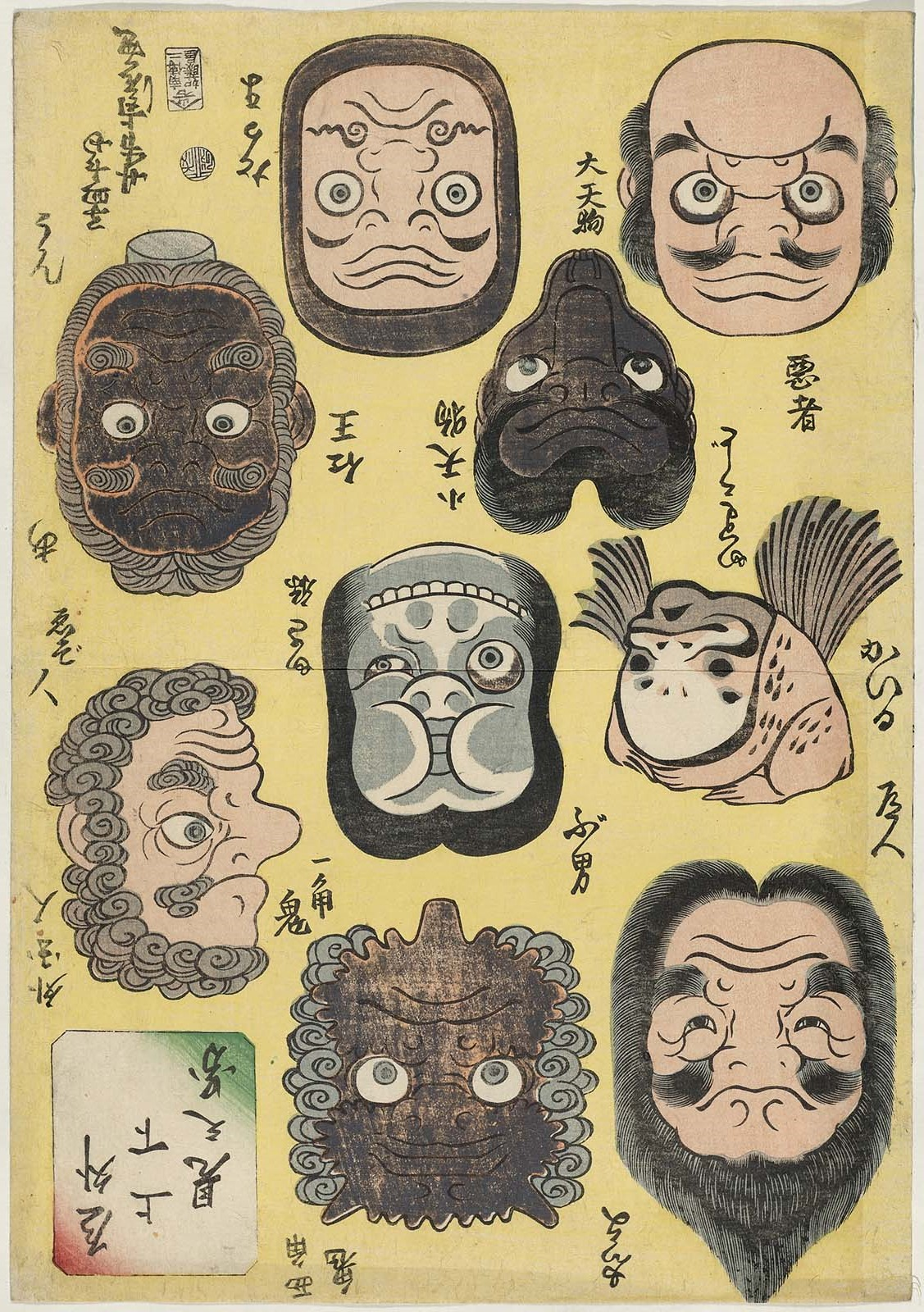
Dōke jōgemi no zu.
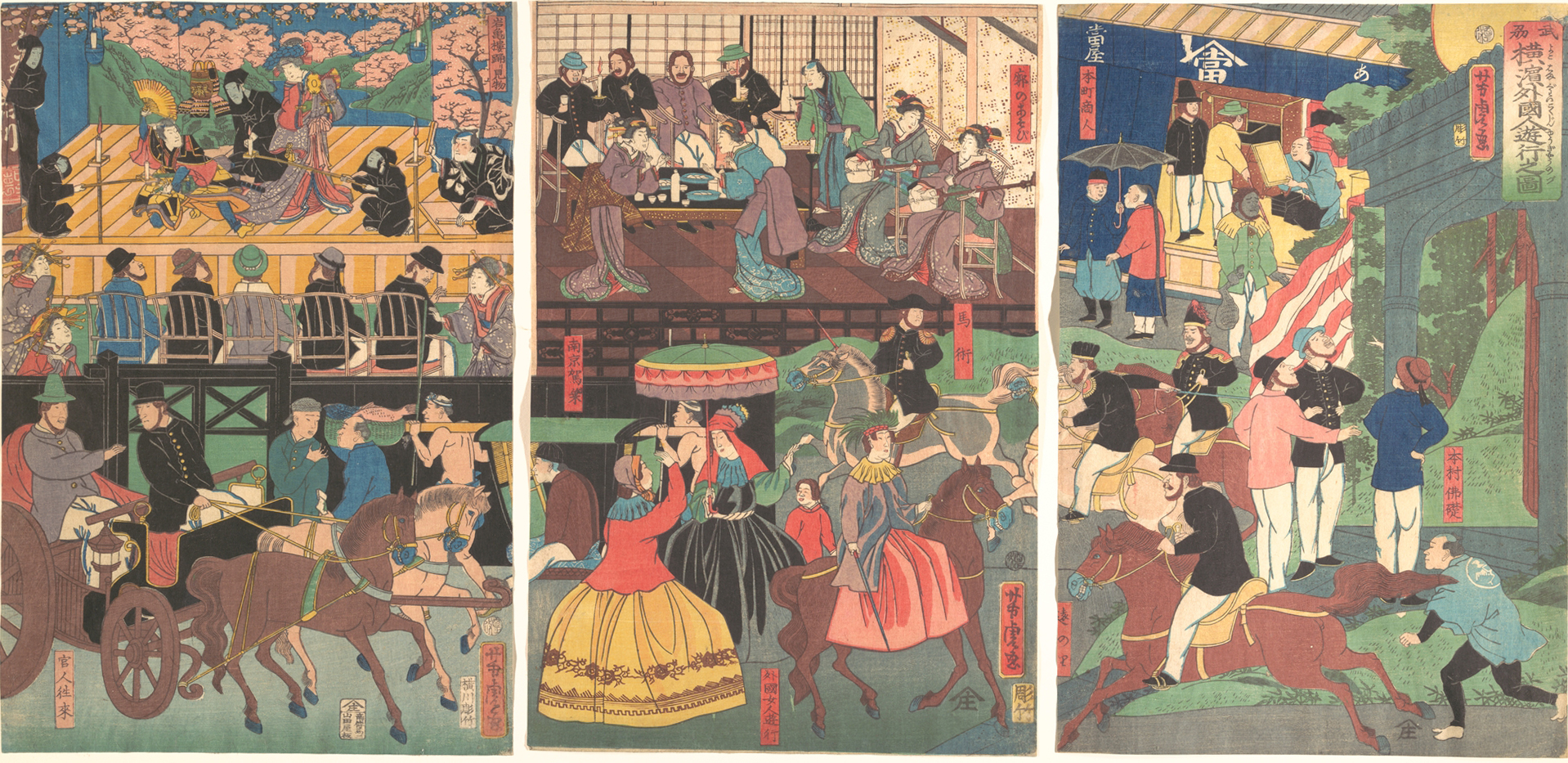
Vue des distractions des étrangers à Yokohama.
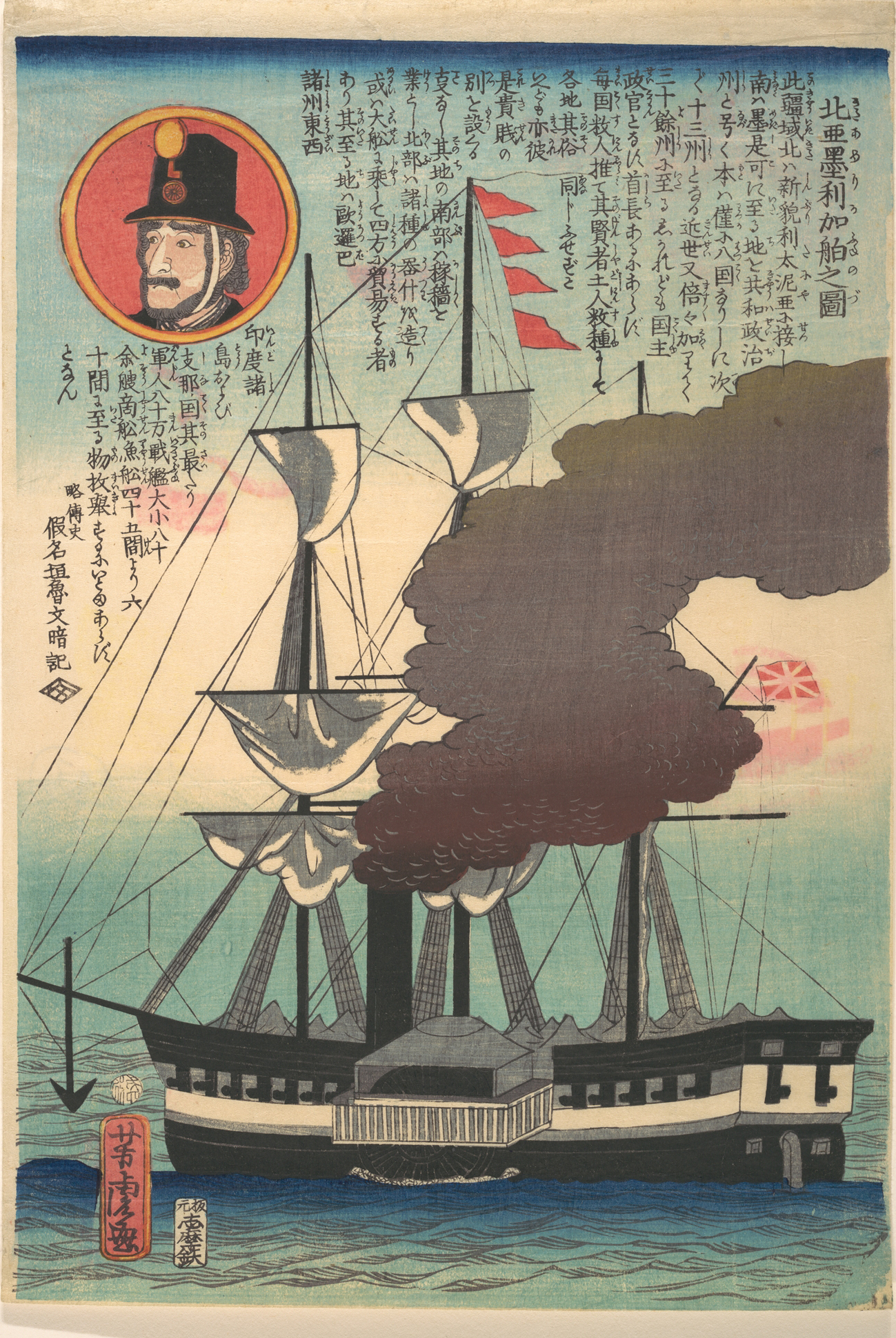
Navire d'Amérique du Nord.

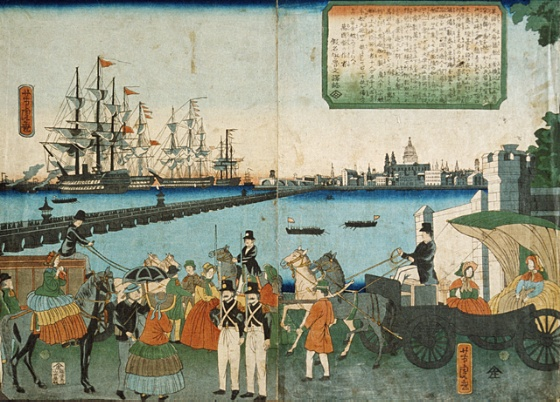
La Reine Victoria près de la Tamise (35.9 x 24.7 cm).
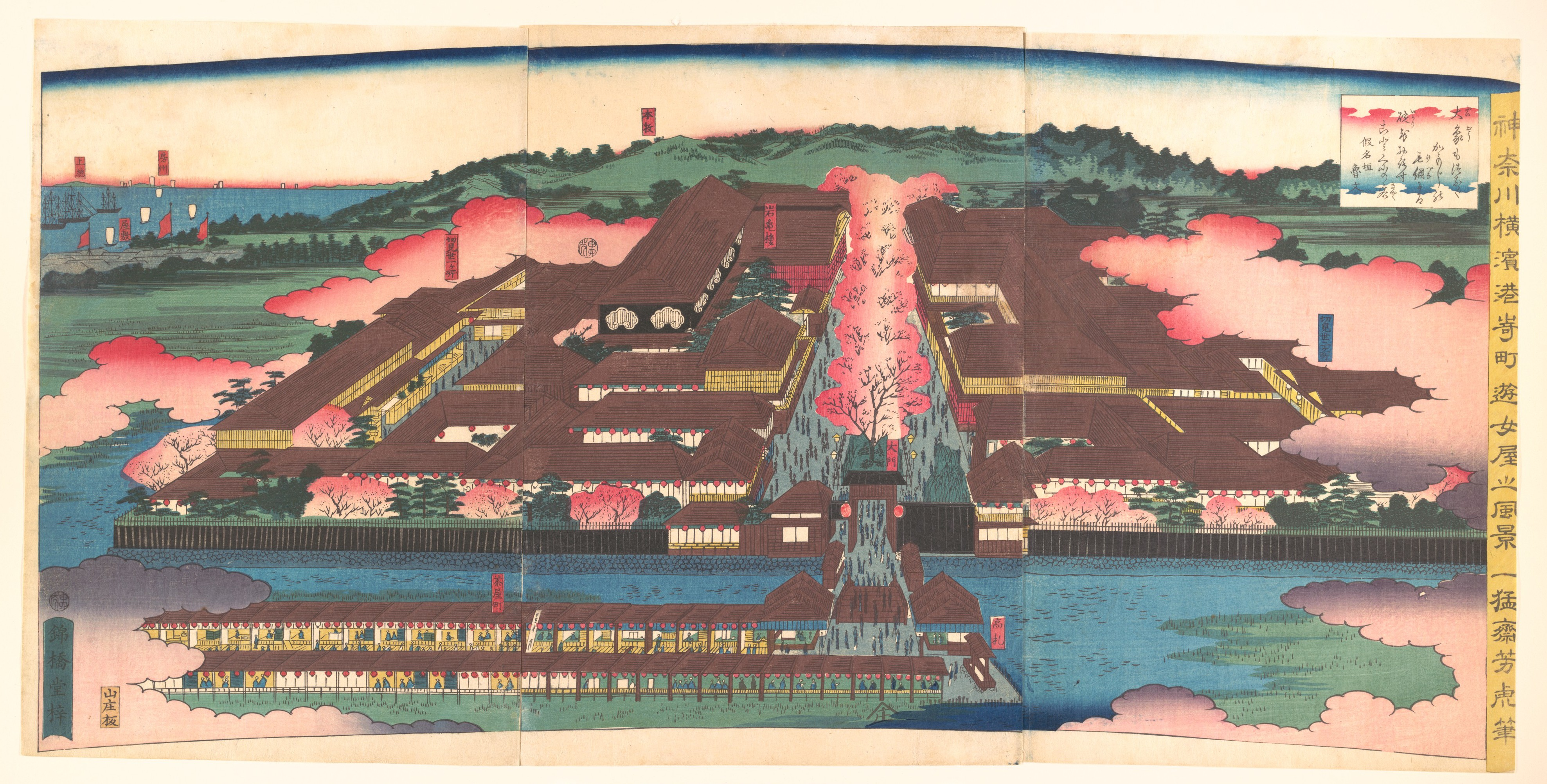
Vue du district Miyozaki à Yokohama, Kanagawa (Kanagwa Yokohama Miyozaki machi yūjoya kōkei), 1864. Image (a): 36.5 x 24.8 cm; image (b): 36.8 x 25.1 cm; image (c): (36.8 x 24.8 cm).
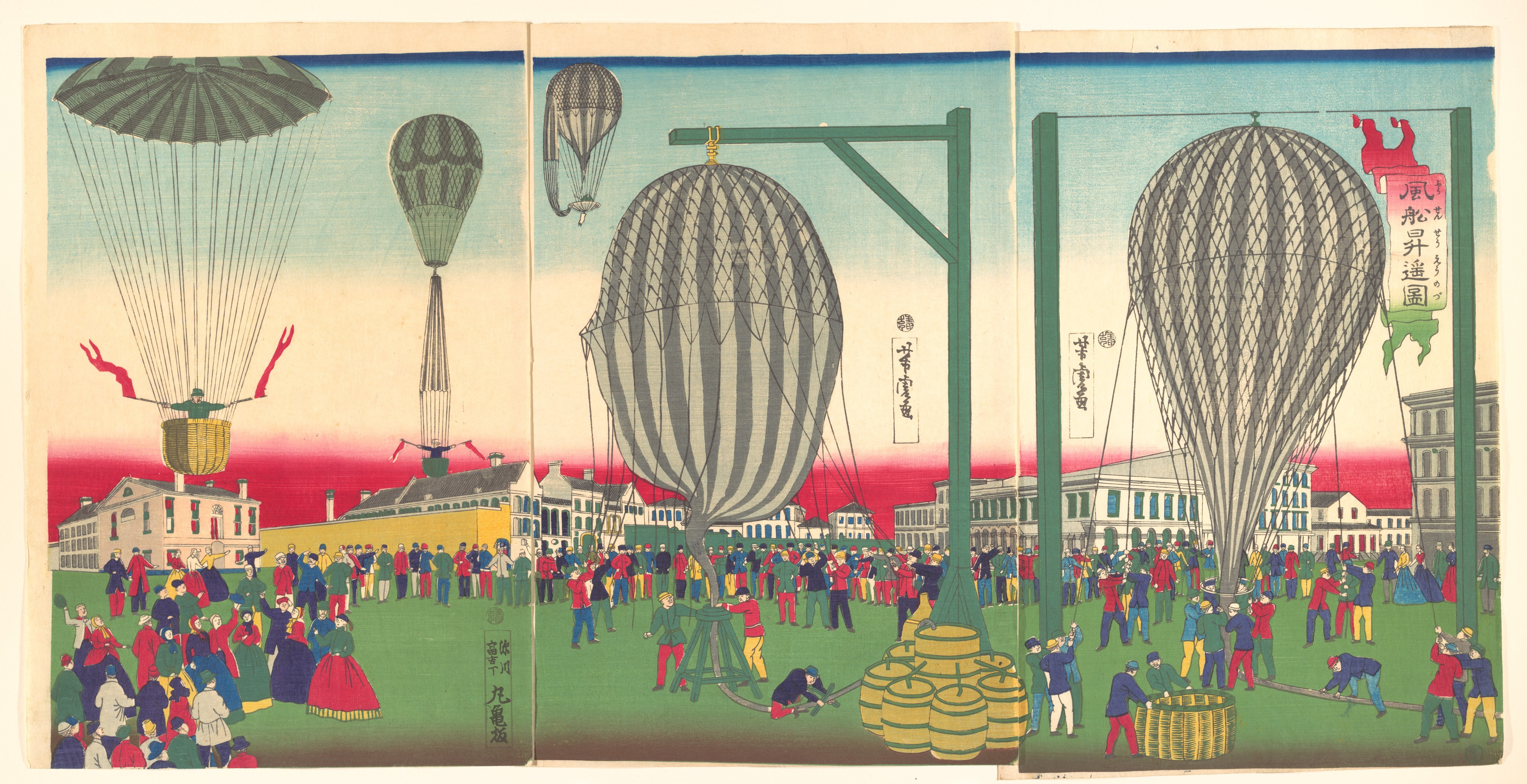
Illustration d'une montgolfière (Fūsen shōyō no zu).
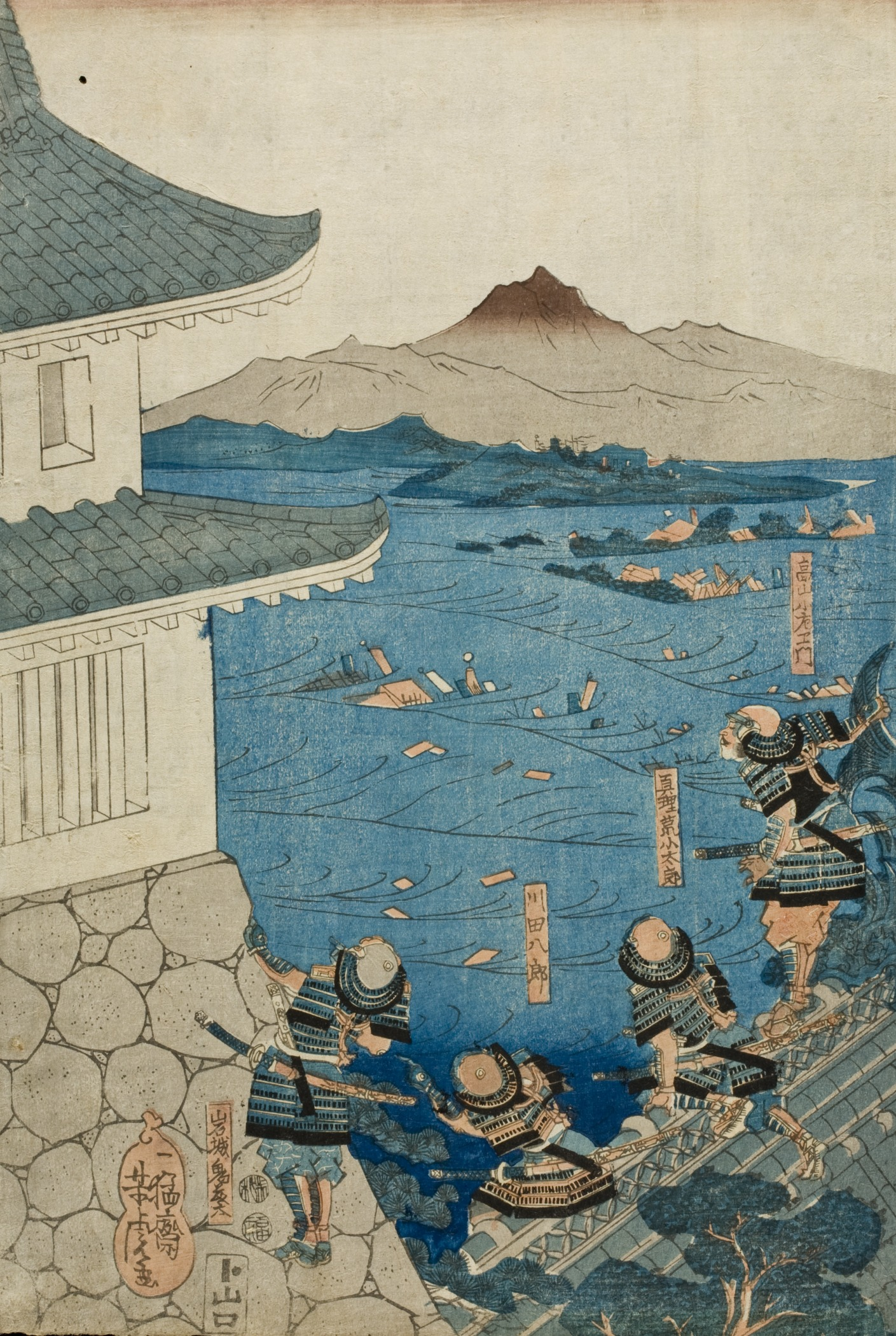
Yasuhiro regardant son armée se faisant noyer.